# William Wood
Pour les articles homonymes, voir William Wood (homonymie) et Wood.
William Wood, né le 6 janvier 1899 à Winnipeg et mort le 2 octobre 1969 à Vancouver, est un rameur d'aviron canadien.

## Palmarès

### Jeux olympiques
- Paris 1924
  -  Médaille d'argent en deux barré[1].